# Jen-pien
Korejský autonomní kraj Jen-pien (čínsky v českém přepisu Jen-pien čchao-sien-cu c’-č’-čou, pchin-jinem Yánbiān Cháoxiǎnzú Zìzhìzhōu, znaky zjednodušené 延边朝鲜族自治州, tradiční 延邊朝鮮族自治州, korejsky 연변 조선족 자치주 – Jŏnbjŏn čosŏndžok čačchiču) se nachází ve východním cípu provincie Ťi-lin v Čínské lidové republice. Má rozlohu přes 42 tisíc kilometrů čtverečních. K roku 2010 v něm žilo přes dva milióny obyvatel, k roku 2020 necelé dva miliony. Z necelých dvou třetin se jednalo Chany, z necelé třetiny o Korejce a přes dvě procenta byli Mandžuové. Správním i kulturním centrem je městský okres Jongil.

## Poloha
Na jihovýchodě hraničí Jen-pien s provincií Severní Hamgjong v Severní Koreji, na východě s Přímořským krajem Ruské federace, na severu s prefekturou Mu-tan-ťiang v provincii Chej-lung-ťiang, na severozápadě s městskou prefekturou Ťi-lin a jihozápadě s prefekturou Paj-šan.

## Administrativní členění
Autonomní kraj Jen-pien se člení na osm celků okresní úrovně, a sice šest městských okresů a dva okresy.
| městský okres · Jongil městský okres · Tchu-men městský okres · Tun-chua městský okres · Chun-čchun městský okres · Lung-ťing městský okres · Che-lung okres · Wang-čching okres · An-tchu |        |                       |                    |                                  |
| Název | Název  | Počet obyvatel (2020) | Rozloha km² (2020) | Hustota zalidnění (obyv. na km²) |
| český přepis | znaky  | Počet obyvatel (2020) | Rozloha km² (2020) | Hustota zalidnění (obyv. na km²) |
| Městské okresy |        |                       |                    |                                  |
| Jongil | 延吉市 | 686 136               | 1 733              | 396                              |
| Tchu-men | 图们市 | 85 248                | 1 042              | 82                               |
| Tun-chua | 敦化市 | 392 486               | 11 012             | 36                               |
| Chun-čchun | 珲春市 | 239 359               | 3 041              | 79                               |
| Lung-ťing | 龙井市 | 129 286               | 2 191              | 59                               |
| Che-lung | 和龙市 | 117 087               | 5 351              | 22                               |
| Okresy |        |                       |                    |                                  |
| Wang-čching | 汪清县 | 167 911               | 6 15610 987        | 15                               |
| An-tchu | 安图县 | 168 826               | 6 873              | 25                               |
| |        |                       |                    |                                  |
| Celkem | Celkem | 1 986 339             | 42 229             | 47                               |